# Ряд Мёбиуса
Ряд Мёбиуса — функциональный ряд вида:
{\displaystyle F(x)=\sum _{s=1}^{\infty }{\frac {f(sx)}{s^{n}}}},
примечательный тем, что был исследован Мёбиусом в 1832 году, и послужил одной из мотиваций для введения функции Мёбиуса {\displaystyle \mu (s)}, в дальнейшем получившей множество применений в теории чисел и смежных областях. Формула обращения для ряда, которую обнаружил Мёбиус:
{\displaystyle f(x)=\sum _{s=1}^{\infty }\mu (s){\frac {F(sx)}{s^{n}}}}.
Наряду с формулами обращения Мёбиуса для конечных функциональных рядов, данное обращение является прямым следствием свойств свёртки Дирихле, в связи с тем, что функция Мёбиуса является обращением Дирихле единичной функции, то есть {\displaystyle 1*\mu =\epsilon }, где {\displaystyle *} — свёртка Дирихле, а {\displaystyle \epsilon } — единица кольца Дирихле. 